# Voutsaras (Ioannina)
Voutsaras este un sat în prefectura Ioannina, din regiunea Epir, Grecia.